# One Manhattan West
Le One Manhattan West est un gratte-ciel de bureaux américain de 303 mètres, en construction à New York. Son achèvement est prévu pour 2019. Il est situé à proximité du 3 Manhattan West.